# الدورا (کلرادو)
الدورا (به انگلیسی: Eldora) یک منطقهٔ مسکونی در ایالات متحده آمریکا است که در شهرستان بولدر، کلرادو واقع شده‌است. الدورا ۱۰٫۹ کیلومتر مربع مساحت و ۱۴۲ نفر جمعیت دارد و ۲٬۶۳۴ متر بالاتر از سطح دریا واقع شده‌است.